# Motomondiale 1984
La stagione 1984 è stata la trentaseiesima del motomondiale; anche in questa stagione, come già nella precedente, i gran premi furono 12, ma solo in Germania e Olanda si disputarono le gare di tutte le classi.

## Il contesto
La novità regolamentare più importante fu la sostituzione della classe 50 con la classe 80; nessuna modifica venne introdotta in merito ai punteggi e alla loro assegnazione.
Il campione uscente Freddie Spencer era il favorito per la riconferma all'iride della classe 500; tuttavia, i problemi di gioventù della nuova Honda quattro cilindri e un incidente a inizio stagione impedirono la vittoria (nonostante cinque vittorie in campionato, terminò quarto in classifica). Il titolo andò a Eddie Lawson su Yamaha, che fece suo il titolo con quattro vittorie e quattro secondi posti su dodici gare. Ciò nonostante il titolo costruttori venne conquistato dalla Honda.
La Yamaha ottenne anche il titolo della classe 250 con il francese Christian Sarron, vincitore dopo una dura lotta con il tedesco Manfred Herweh. Tredicesimo (e ultimo) titolo per Ángel Nieto nella classe 125, mentre Stefan Dörflinger divenne il primo campione del mondo della classe 80, dopo essere stato l'ultimo campione nella classe 50, sconfiggendo la concorrenza del compagno di marca Hubert Abold, di Pier Paolo Bianchi, vincitore dei primi due GP della stagione, di Jorge Martínez su Derbi e di Gerhard Waibel. Il titolo della 80 fu il canto del cigno per la Zündapp, liquidata di lì a poco.
Tra i sidecar, primo titolo per l'olandese Egbert Streuer, di misura su Werner Schwärzel; solo quarto il campione uscente Rolf Biland; quella di Streuer fu la prima vittoria nella categoria da parte di un pilota che non fosse tedesco, svizzero o britannico.
Durante la stagione si registrarono le prime vittorie in carriera di alcuni piloti che, negli anni successivi, raggiungeranno il titolo mondiale piloti: Sito Pons, Jorge Martínez e Fausto Gresini.

## Il calendario
| Data Resoconto        | Gran Premio (Circuito)                | Vincitori          | Vincitori       | Vincitori         | Vincitori       | Vincitori                         |
| Data Resoconto        | Gran Premio (Circuito)                | classe 80          | classe 125      | classe 250        | classe 500      | sidecar                           |
| 25 marzo Resoconto    | GP del Sudafrica (Kyalami)            |                    |                 | Patrick Fernandez | Eddie Lawson    |                                   |
| 15 aprile Resoconto   | GP delle Nazioni (Misano Adriatico)   | Pier Paolo Bianchi | Ángel Nieto     | Fausto Ricci      | Freddie Spencer |                                   |
| 6 maggio Resoconto    | GP di Spagna (Jarama)                 | Pier Paolo Bianchi | Ángel Nieto     | Sito Pons         | Eddie Lawson    |                                   |
| 20 maggio Resoconto   | GP d'Austria (Salisburgo)             | Stefan Dörflinger  |                 | Christian Sarron  | Eddie Lawson    | Egbert Streuer Bernard Schnieders |
| 27 maggio Resoconto   | GP della Germania Ovest (Nürburgring) | Stefan Dörflinger  | Ángel Nieto     | Christian Sarron  | Freddie Spencer | Egbert Streuer Bernard Schnieders |
| 11 giugno Resoconto   | GP di Francia (Paul Ricard)           |                    | Ángel Nieto     | Anton Mang        | Freddie Spencer | Rolf Biland Kurt Waltisperg       |
| 17 giugno Resoconto   | GP di Jugoslavia (Fiume)              | Stefan Dörflinger  |                 | Manfred Herweh    | Freddie Spencer |                                   |
| 30 giugno Resoconto   | GP d'Olanda (Assen)                   | Jorge Martínez     | Ángel Nieto     | Carlos Lavado     | Randy Mamola    | Rolf Biland Kurt Waltisperg       |
| 8 luglio Resoconto    | GP del Belgio (Spa)                   | Stefan Dörflinger  |                 | Manfred Herweh    | Freddie Spencer | Alain Michel Jean-Marc Fresc      |
| 5 agosto Resoconto    | GP di Gran Bretagna (Silverstone)     |                    | Ángel Nieto     | Christian Sarron  | Randy Mamola    | Egbert Streuer Bernard Schnieders |
| 12 agosto Resoconto   | GP di Svezia (Anderstorp)             |                    | Fausto Gresini  | Manfred Herweh    | Eddie Lawson    | Rolf Biland Kurt Waltisperg       |
| 2 settembre Resoconto | GP di San Marino (Mugello)            | Gerhard Waibel     | Maurizio Vitali | Manfred Herweh    | Randy Mamola    |                                   |

## Sistema di punteggio e legenda
| Pos.  | 1  | 2  | 3  | 4 | 5 | 6 | 7 | 8 | 9 | 10 | 11> |
| ----- | -- | -- | -- | - | - | - | - | - | - | -- | --- |
| Punti | 15 | 12 | 10 | 8 | 6 | 5 | 4 | 3 | 2 | 1  | 0   |

## Le classi

### Classe 500
| Pos. | Costruttore | Punti |
| ---- | ----------- | ----- |
| 1    | Honda       | 168   |
| 2    | Yamaha      | 142   |
| 3    | Suzuki      | 64    |
| 4    | Chevallier  | 25    |
| 5    | Cagiva      | 1     |

Durante la stagione il detentore del titolo dell'anno precedente Freddie Spencer incorse in due incidenti rilevanti, il primo avvenuto all'esordio nel Gran Premio motociclistico del Sudafrica dove cadde durante le prove e, nonostante avesse ottenuto la pole position, non poté prendere il via. Una seconda volta cadde in una gara fuori campionato negli Stati Uniti con la conseguenza di non poter partecipare alle ultime tre gare della stagione e difendere il titolo.
Il titolo iridato piloti fu così di Eddie Lawson su Yamaha del team Agostini che precedette 4 piloti equipaggiati da moto Honda, con quest'ultima vincitrice del titolo riservato ai costruttori.
Le marche che presero parte alla competizione nella classe regina quest'anno furono cinque: Honda, Yamaha, Suzuki, Cagiva e Chevallier.
Fu questa anche l'ultima stagione di gare per Barry Sheene che su Suzuki ottenne il sesto posto finale e annunciò a fine anno il ritiro dalle competizioni; durante la sua carriera aveva conquistato per due volte il titolo iridato della classe regina.

Classifica piloti (prime 5 posizioni)
| Pos. | Pilota          | Moto   |     |   |   |   |   |     |   |     |   |     |     |   | P.ti |
| ---- | --------------- | ------ | --- | - | - | - | - | --- | - | --- | - | --- | --- | - | ---- |
| 1    | Eddie Lawson    | Yamaha | 1   | 2 | 1 | 1 | 2 | 2   | 4 | 3   | 4 | 2   | 1   | 4 | 142  |
| 2    | Randy Mamola    | Honda  |     |   | 2 | 3 | 3 | 3   | 2 | 1   | 2 | 1   | Rit | 1 | 111  |
| 3    | Raymond Roche   | Honda  | 2   | 3 | 3 | 6 | 5 | Rit | 3 | 2   | 3 | Rit | 2   | 2 | 99   |
| 4    | Freddie Spencer | Honda  | NP  | 1 |   | 2 | 1 | 1   | 1 | Rit | 1 |     |     |   | 87   |
| 5    | Ron Haslam      | Honda  | Rit | 6 | 4 | 4 | 4 | 4   | 5 | 4   | 5 | 3   | Rit | 3 | 77   |
| Pos. | Pilota          | Moto   |     |   |   |   |   |     |   |     |   |     |     |   | P.ti |

| Legenda                                                                        | 1º posto        | 2º posto        | 3º posto | A punti      | Senza punti        | Grassetto=Pole position Corsivo=Giro più veloce |
| Legenda                                                                        | Gara non valida | Non qualificato | Ritirato | Squalificato | "-" Dato non disp. | Grassetto=Pole position Corsivo=Giro più veloce |
| Fonte dei dati: motogp.com, racingmemo.free.fr, autosport.com, jumpingjack.nl. |                 |                 |          |              |                    |                                                 |

### Classe 250
| Pos. | Costruttore | Punti |
| ---- | ----------- | ----- |
| 1    | Yamaha      | 163   |
| 2    | Real        | 100   |
| 3    | Cobas       | 70    |
| 4    | Pernod      | 31    |
| 5    | MBA         | 30    |
| 6    | Chevallier  | 30    |
| 7    | EMC         | 14    |
| 8    | ES          | 10    |
| 9    | Romer HF    | 6     |
| 10   | Kawasaki    | 6     |

Nella quarto di litro la Yamaha affidò le moto ufficiali a diverse squadre, tra le quali anche quella gestita dal team Roberts di Kenny Roberts, ritiratosi l'anno precedente dalle competizioni attive. Il vincitore del titolo piloti fu il francese Christian Sarron che ottenne anche tre vittorie nei singoli gran premi.
Al secondo posto, con quattro vittorie nelle singole prove, si piazzò il tedesco Manfred Herweh mentre al terzo giunse il venezuelano Carlos Lavado detentore del titolo nel 1983.

Classifica piloti (prime 5 posizioni)
| Pos. | Pilota           | Moto        |   |     |    |     |     |     |     |     |     |     |     |     | P.ti |
| ---- | ---------------- | ----------- | - | --- | -- | --- | --- | --- | --- | --- | --- | --- | --- | --- | ---- |
| 1    | Christian Sarron | Yamaha      | 2 | Rit | 2  | 1   | 1   | 5   | 2   | Rit | 3   | 1   | 2   | Rit | 109  |
| 2    | Manfred Herweh   | Real-Rotax  | 4 | 9   | 12 | Rit | 3   | 3   | 1   | 3   | 1   | Rit | 1   | 1   | 100  |
| 3    | Carlos Lavado    | Yamaha      | 9 | 15  | 3  | 5   | 5   | 2   | Rit | 1   | Rit | 3   | 7   | 2   | 77   |
| 4    | Sito Pons        | Kobas-Rotax | 3 | Rit | 1  | 3   | Rit | Rit | 5   | 15  | 2   | 6   | 9   | 5   | 66   |
| 5    | Anton Mang       | Yamaha      | 5 | 10  | 7  | 2   | 4   | 1   | Rit | 4   | 7   | 11  | Rit | 8   | 61   |
| Pos. | Pilota           | Moto        |   |     |    |     |     |     |     |     |     |     |     |     | P.ti |

| Legenda                                                                        | 1º posto        | 2º posto        | 3º posto | A punti      | Senza punti        | Grassetto=Pole position Corsivo=Giro più veloce |
| Legenda                                                                        | Gara non valida | Non qualificato | Ritirato | Squalificato | "-" Dato non disp. | Grassetto=Pole position Corsivo=Giro più veloce |
| Fonte dei dati: motogp.com, racingmemo.free.fr, autosport.com, jumpingjack.nl. |                 |                 |          |              |                    |                                                 |

### Classe 125
| Pos. | Costruttore | Punti |
| ---- | ----------- | ----- |
| 1    | Garelli     | 117   |
| 2    | MBA         | 93    |

Il dominio nella categoria da parte di Ángel Nieto su Garelli fu piuttosto netto, con 6 vittorie nelle prime 6 gare disputate si aggiudicò matematicamente il titolo con largo anticipo. Fu questo il suo quarto titolo consecutivo e il settimo complessivo nella classe 125.
In classifica precedette il compagno di squadra Eugenio Lazzarini e Fausto Gresini, anch'egli passato alla Garelli dopo aver iniziato la stagione in sella ad una MBA.
Oltre a Gresini che ottenne la vittoria nel Gran Premio motociclistico di Svezia, l'unico altro pilota ad ottenere una vittoria (sulle 8 prove disputate dalla classe) fu Maurizio Vitali che si impose nell'ultima gara della stagione a San Marino.
Al termine dell'anno avvenne anche il ritiro dalle competizioni da parte di Eugenio Lazzarini; nella sua carriera aveva ottenuto tre titoli mondiali, 1 in 125 e 2 in classe 50.

Classifica piloti (prime 5 posizioni)
| Pos. | Pilota            | Moto          |    |     |     |    |     |   |    |     |    |     |   |     | P.ti |
| ---- | ----------------- | ------------- | -- | --- | --- | -- | --- | - | -- | --- | -- | --- | - | --- | ---- |
| 1    | Ángel Nieto       | Garelli       | NE | 1   | 1   | NE | 1   | 1 | NE | 1   | NE | 1   |   | Rit | 90   |
| 2    | Eugenio Lazzarini | Garelli       | NE | 3   | 2   | NE | 3   | 2 | NE | 2   | NE | Rit | 3 | 2   | 78   |
| 3    | Fausto Gresini    | MBA e Garelli | NE | Rit | Rit | NE | 4   | 4 | NE | Rit | NE | 3   | 1 | 3   | 51   |
| 4    | Maurizio Vitali   | MBA           | NE | 2   | Rit | NE | Rit | 7 | NE | Rit | NE | 5   | 4 | 1   | 45   |
| 5    | August Auinger    | MBA           | NE | Rit | Rit | NE | 5   | 3 | NE | 6   | NE | Rit | 2 | 4   | 41   |
| Pos. | Pilota            | Moto          |    |     |     |    |     |   |    |     |    |     |   |     | P.ti |

| Legenda                                                                        | 1º posto        | 2º posto        | 3º posto | A punti      | Senza punti        | Grassetto=Pole position Corsivo=Giro più veloce |
| Legenda                                                                        | Gara non valida | Non qualificato | Ritirato | Squalificato | "-" Dato non disp. | Grassetto=Pole position Corsivo=Giro più veloce |
| Fonte dei dati: motogp.com, racingmemo.free.fr, autosport.com, jumpingjack.nl. |                 |                 |          |              |                    |                                                 |

### Classe 80
La prima stagione della nuova classe si disputò su un numero ridotto di prove, solo 8 come già avvenuto per la classe 125. Praticamente sparite tutte le case motociclistiche che avevano dominato le ultime stagioni della classe 50, la lotta per il titolo fu circoscritta alla tedesca Zündapp, alla portoghese HuVo-Casal e alla spagnola Derbi.
Il titolo fu del pilota svizzero Stefan Dörflinger che ottenne anche la vittoria in metà delle occasioni.
Classifica piloti (prime 5 posizioni)
| Pos. | Pilota             | Moto       |    |   |     |   |     |    |     |     |   |    |    |   | P.ti |
| ---- | ------------------ | ---------- | -- | - | --- | - | --- | -- | --- | --- | - | -- | -- | - | ---- |
| 1    | Stefan Dörflinger  | Zündapp    | NE | 2 | 7   | 1 | 1   | NE | 1   | Rit | 1 | NE | NE | 5 | 82   |
| 2    | Hubert Abold       | Zündapp    | NE | 3 | 4   | 2 | 4   | NE | 2   | 3   | 6 | NE | NE | 3 | 75   |
| 3    | Pier Paolo Bianchi | HuVo-Casal | NE | 1 | 1   | 4 | 2   | NE | Rit | 6   | 4 | NE | NE | 6 | 68   |
| 4    | Jorge Martínez     | Derbi      | NE | 7 | 8   | 5 | Rit | NE | 3   | 1   | 2 | NE | NE | 2 | 62   |
| 5    | Gerhard Waibel     | Real       | NE | 5 | Rit | 3 | 3   | NE | 4   | 4   | 7 | NE | NE | 1 | 61   |
| Pos. | Pilota             | Moto       |    |   |     |   |     |    |     |     |   |    |    |   | P.ti |

| Legenda                                                                        | 1º posto        | 2º posto        | 3º posto | A punti      | Senza punti        | Grassetto=Pole position Corsivo=Giro più veloce |
| Legenda                                                                        | Gara non valida | Non qualificato | Ritirato | Squalificato | "-" Dato non disp. | Grassetto=Pole position Corsivo=Giro più veloce |
| Fonte dei dati: motogp.com, racingmemo.free.fr, autosport.com, jumpingjack.nl. |                 |                 |          |              |                    |                                                 |

### Classe sidecar
Classifica equipaggi (prime 5 posizioni)
| Pos. | Pilota                            | Moto       |    |    |    |   |   |   |    |   |   |   |   |    | P.ti |
| ---- | --------------------------------- | ---------- | -- | -- | -- | - | - | - | -- | - | - | - | - | -- | ---- |
| 1    | Egbert Streuer/Bernard Schnieders | LCR-Yamaha | NE | NE | NE | 1 | 1 | 3 | NE | 2 | - | 1 | 4 | NE | 75   |
| 2    | Werner Schwärzel/Andreas Huber    | LCR-Yamaha | NE | NE | NE | 2 | 4 | 4 | NE | 3 | 2 | 3 | 2 | NE | 72   |
| 3    | Alain Michel/Jean-Marc Fresc      | LCR-Yamaha | NE | NE | NE | 4 | 2 | 2 | NE | - | 1 | 4 | 3 | NE | 65   |
| 4    | Rolf Biland/Kurt Waltisperg       | LCR-Yamaha | NE | NE | NE | - | - | 1 | NE | 1 | - | 2 | 1 | NE | 57   |
| 5    | Derek Jones/Brian Ayres           | LCR-Yamaha | NE | NE | NE | 5 | - | 5 | NE | - | 4 | 5 | 5 | NE | 32   |
| Pos. | Pilota                            | Moto       |    |    |    |   |   |   |    |   |   |   |   |    | P.ti |

| Legenda                                                                        | 1º posto        | 2º posto        | 3º posto | A punti      | Senza punti        | Grassetto=Pole position Corsivo=Giro più veloce |
| Legenda                                                                        | Gara non valida | Non qualificato | Ritirato | Squalificato | "-" Dato non disp. | Grassetto=Pole position Corsivo=Giro più veloce |
| Fonte dei dati: motogp.com, racingmemo.free.fr, autosport.com, jumpingjack.nl. |                 |                 |          |              |                    |                                                 |